# Черных, Николай Иванович (металлург)
Николай Иванович Черных (01.01.1905 (19.12.1904) — 12.06.1977) — мастер протяжки трубоволочильного цеха Первоуральского старотрубного завода, Герой Социалистического Труда (19.07.1958).
Родился в Первоуральске. С годовалого возраста рос без отца, в семье деда. Образование — 4 класса.
С 1920 г. и до выхода на пенсию работал на трубном заводе: нагревальщик заклёпок в котельном цехе, разнорабочий в мартеновском цехе, затем в трубоволочильном цехе: смазчик, с 1923 г. кольцевой волочильного стана, с 1928 г. старший стана, с 1936 мастер протяжки трубоволочильного цеха.
Автор изобретений и рационализаторских предложений, позволивших вдвое увеличить производительность труда.
В 1948 г. награждён орденом Ленина.
Герой Социалистического Труда (19.07.1958).
С конца 1960-х гг. на пенсии.
Сын — Виктор Николаевич Черных, работал на том же заводе, награждён орденами Ленина и Трудового Красного Знамени.